# Virtual XI World Tour
Il Virtual XI World Tour è stato un tour della band heavy metal Iron Maiden, in presentazione del loro album Virtual XI, uscito nel 1998.

## Notizie generali
Il Virtual XI World Tour fu il secondo ed ultimo tour di Blaze Bayley con i Maiden, prima del suo definitivo licenziamento. Come era avvenuto per The X Factour, il gruppo si ritrovò a suonare davanti a folle più ridotte di quelle a cui era abituato, soprattutto negli Stati Uniti, ma comunque i concerti non mancarono di energia e mescolarono sapientemente le vecchie canzoni con quelle nuove estratte da Virtual XI.
Sfortunatamente, Blaze venne presumibilmente colpito di nuovo da un problema di allergia al polline, che obbligò la band a cancellare l'intera seconda metà del tour statunitense. Il cantante non partecipò più a nessun altro live con i Maiden, dal momento che la fine del tour fu seguita, dopo qualche mese, dalla notizia che Bruce Dickinson e Adrian Smith sarebbero tornati nel gruppo.

## Gruppi di supporto
I gruppi di supporto di questo tour furono: Dio, W.A.S.P., Helloween, Dirty Deeds e Ángeles del Infierno.

## Date e tappe

### The Angel And The Gambler Tour 1998 (Aprile 1998)
| Data       | Città                | Luogo                          |
| ---------- | -------------------- | ------------------------------ |
| 22/04/1998 | Norwich, Inghilterra | The Oval P.H. (Secret Concert) |

### Virtual XI World Tour Europa (aprile/maggio 1998)
| Data       | Città                  | Luogo                  |
| ---------- | ---------------------- | ---------------------- |
| 26/04/1998 | Lilla, Francia         | Le Zénith              |
| 27/04/1998 | Nancy, Francia         | Le Zénith              |
| 29/04/1998 | Genova, Italia         | Palasport              |
| 30/04/1998 | Firenze, Italia        | Palasport              |
| 02/05/1998 | Pesaro, Italia         | BPA Palace             |
| 03/05/1998 | Roma, Italia           | Palaeur                |
| 05/05/1998 | Milano, Italia         | Palavobis              |
| 06/05/1998 | Trieste, Italia        | Palasport              |
| 08/05/1998 | Stoccarda, Germania    | Sporthalle             |
| 09/05/1998 | Hannover, Germania     | Music Hall             |
| 10/05/1998 | Düsseldorf, Germania   | Philipshalle           |
| 12/05/1998 | Parigi, Francia        | Le Zénith              |
| 13/05/1998 | Lovanio, Belgio        | Brabanthal             |
| 14/05/1998 | Rotterdam, Paesi Bassi | Ahoy' Rotterdam        |
| 16/05/1998 | Londra, Inghilterra    | Brixton Academy        |
| 18/05/1998 | Barcellona, Spagna     | Pabellón Vall d'Hebron |
| 19/05/1998 | Madrid, Spagna         | Real Madrid Pavilion   |
| 20/05/1998 | Cascais, Portogallo    | Pavilion               |
| 22/05/1998 | Ourense, Spagna        | Pabellon Paco Paz      |
| 23/05/1998 | Valladolid, Spagna     | Bullring               |
| 24/05/1998 | San Sebastián, Spagna  | Velodromo              |
| 26/05/1998 | Valencia, Spagna       | Velodromo              |
| 27/05/1998 | Pau, Francia           | Le Zénith (Cancellata) |
| 28/05/1998 | Montpellier, Francia   | Le Zénith              |
| 30/05/1998 | Ta' Qali, Malta        | Open Air               |

### Virtual XI World Tour Nord America (giugno/agosto 1998)
| Data       | Città                                          | Luogo                                    |
| ---------- | ---------------------------------------------- | ---------------------------------------- |
| 26/06/1998 | Chicago (Illinois), Stati Uniti d'America      | Riviera Theater                          |
| 27/06/1998 | Columbus (Ohio), Stati Uniti d'America         | Brewery District Pavilion                |
| 28/06/1998 | Hamilton, Ontario, Canada                      | Copps Coliseum                           |
| 30/06/1998 | Kalamazoo (Michigan), Stati Uniti d'America    | Wings Stadium                            |
| 01/07/1998 | Clarkston (Michigan), Stati Uniti d'America    | Pine Knob Music Theater                  |
| 02/07/1998 | Cleveland (Ohio), Stati Uniti d'America        | Nautica Theater                          |
| 04/07/1998 | Montréal, Canada                               | Stade du Maurier                         |
| 05/07/1998 | Québec, Canada                                 | L'Agora                                  |
| 07/07/1998 | New York, Stati Uniti d'America                | Roseland Ballroom                        |
| 10/07/1998 | San Antonio (Texas), Stati Uniti d'America     | Blue Bonnet Palace                       |
| 11/07/1998 | San Benito (Texas), Stati Uniti d'America      | The Road House                           |
| 12/07/1998 | Dallas (Texas), Stati Uniti d'America          | Starplex Amphitheater                    |
| 14/07/1998 | Phoenix, Stati Uniti d'America                 | Club Rio                                 |
| 15/07/1998 | Las Vegas (Nevada), Stati Uniti d'America      | The Joint                                |
| 16/07/1998 | Los Angeles, Stati Uniti d'America             | Universal University                     |
| 18/07/1998 | San Diego (California), Stati Uniti d'America  | S.D.S.U. Open Air Theater (Cancellata)   |
| 19/07/1998 | San Francisco, Stati Uniti d'America           | Maritime Hall (Cancellata)               |
| 22/07/1998 | Denver (Colorado), Stati Uniti d'America       | Paramount Theatre (Cancellata)           |
| 24/07/1998 | Minneapolis (Minnesota), Stati Uniti d'America | Medina Entertainment Center (Cancellata) |
| 25/07/1998 | Milwaukee (Wisconsin), Stati Uniti d'America   | Mojeska Theater (Cancellata)             |
| 26/07/1998 | Cincinnati (Ohio), Stati Uniti d'America       | Bogart's (Cancellata)                    |
| 28/07/1998 | Washington, Stati Uniti d'America              | The Capitol Ballroom (Cancellata)        |
| 29/07/1998 | Baltimora (Maryland), Stati Uniti d'America    | Michael's 8th Avenue (Cancellata)        |
| 31/08/1998 | Filadelfia, Stati Uniti d'America              | Electric Factory (Cancellata)            |
| 01/08/1998 | Hartford (Connecticut), Stati Uniti d'America  | Webster Theater (Cancellata)             |
| 02/08/1998 | Sea Bright (New Jersey), Stati Uniti d'America | Tradewinds (Cancellata)                  |
| 03/08/1998 | Atlanta (Georgia), Stati Uniti d'America       | Masquerade (Cancellata)                  |
| 05/08/1998 | Los Angeles, Stati Uniti d'America             | Universal Amphitheater (Cancellata)      |
| 06/08/1998 | San Diego (California), Stati Uniti d'America  | S.D.S.U. Open Air Theater                |
| 07/08/1998 | Monterrey, Messico                             | Auditorio Coca-Cola                      |
| 09/08/1998 | Città del Messico, Messico                     | Palacio de los Deportes                  |

### Virtual XI World Tour Europa (settembre/ottobre 1998)
| Data       | Città                       | Luogo                       |
| ---------- | --------------------------- | --------------------------- |
| 04/09/1998 | Atene, Grecia               | Lucabetus Theatre           |
| 05/09/1998 | Salonicco, Grecia           | Forrest Theatre             |
| 07/09/1998 | Istanbul, Turchia           | Cemil Topuzlu Acikhava      |
| 08/09/1998 | Istanbul, Turchia           | Cemil Topuzlu Acikhava      |
| 11/09/1998 | Budapest, Ungheria          | E-Klub                      |
| 12/09/1998 | Katowice, Polonia           | Spodek                      |
| 13/09/1998 | Praga, Repubblica Ceca      | Eden Sports Hall            |
| 15/09/1998 | Monaco di Baviera, Germania | Colosseum                   |
| 16/09/1998 | Fürth, Germania             | Stadthalle                  |
| 18/09/1998 | Erfurt, Germania            | Thuringenhalle              |
| 19/09/1998 | Amburgo, Germania           | Sporthalle                  |
| 20/09/1998 | Copenaghen, Danimarca       | Vega                        |
| 23/09/1998 | Helsinki, Finlandia         | Icehall                     |
| 25/09/1998 | Stoccolma, Svezia           | Isstadion                   |
| 27/09/1998 | Essen, Germania             | Grugahalle                  |
| 28/09/1998 | Berlino, Germania           | Colombia Halle              |
| 29/09/1998 | Lipsia, Germania            | East Schore Club            |
| 01/10/1998 | Francoforte, Germania       | Stadthalle                  |
| 02/10/1998 | Winterthur, Svizzera        | Eulachhalle                 |
| 03/10/1998 | Mulhouse, Francia           | Palais des Sports           |
| 05/10/1998 | Besançon, Francia           | Palais des Sports           |
| 06/10/1998 | Lione, Francia              | Le Transbordeur             |
| 08/10/1998 | Saragozza, Spagna           | Principe Felipe Arena       |
| 09/10/1998 | Albacete, Spagna            | Bullring                    |
| 10/10/1998 | Dos Hermanas, Spagna        | Miguel Román García stadium |
| 13/10/1998 | Nizza, Francia              | Théatre de Verdure          |
| 14/10/1998 | Pau, Francia                | Le Zénith                   |
| 15/10/1998 | Clermont-Ferrand, Francia   | Maison des Sports           |

### Virtual XI World Tour Regno Unito (ottobre 1998)
| Data       | Città                      | Luogo              |
| ---------- | -------------------------- | ------------------ |
| 17/10/1998 | Manchester, Inghilterra    | Apollo Theatre     |
| 18/10/1998 | Newcastle, Inghilterra     | City Hall          |
| 19/10/1998 | Glasgow, Scozia            | Barrowlands        |
| 21/10/1998 | Nottingham, Inghilterra    | Royal Concert Hall |
| 22/10/1998 | Wolverhampton, Inghilterra | Civic Hall         |
| 23/10/1998 | Newport, Galles            | Centre             |
| 25/10/1998 | Sheffield, Inghilterra     | City Hall          |
| 26/10/1998 | Portsmouth, Inghilterra    | Guildhall          |

### Virtual XI World Tour Giappone (novembre 1998)
| Data       | Città            | Luogo                 |
| ---------- | ---------------- | --------------------- |
| 18/11/1998 | Tokyo, Giappone  | Shibuya Kokaido       |
| 20/11/1998 | Nagoya, Giappone | Club Diamond Hall     |
| 21/11/1998 | Osaka, Giappone  | IMP Hall              |
| 22/11/1998 | Tokyo, Giappone  | Nakano Sun Plaza Hall |

### Virtual XI World Tour Sud America (dicembre 1998)
| Data       | Città                   | Luogo                                           |
| ---------- | ----------------------- | ----------------------------------------------- |
| 02/12/1998 | Rio de Janeiro, Brasile | Metropolitan                                    |
| 04/12/1998 | Campinas, Brasile       | Estádio Brinco de Ouro da Princesa (Cancellata) |
| 05/12/1998 | San Paolo, Brasile      | Anhembi                                         |
| 06/12/1998 | Curitiba, Brasile       | Pedreira Paulo Leminsk                          |
| 10/12/1998 | Santiago del Cile, Cile | Pista Atletica (Cancellata)                     |
| 12/12/1998 | Buenos Aires, Argentina | Estadio Vélez Sarsfield                         |

## Tracce
1. Intro: Theme from Romeo And Juliet
2. Futureal
3. The Angel And The Gambler
4. Man On The Edge
5. Lightning Strikes Twice
6. Heaven Can Wait
7. The Clansman
8. When Two Worlds Collide
9. Lord Of The Flies
10. Two Minutes To Midnight
11. The Educated Fool
12. Sign Of The Cross
13. Hallowed Be Thy Name
14. Afraid To Shoot Strangers
15. The Evil That Men Do
16. The Clairvoyant
17. Fear Of The Dark
18. Iron Maiden
19. The Number Of The Beast
20. The Trooper
21. Sanctuary

Tracce eseguite solo in poche date:
1. Murders In The Rue Morgue
2. Fortunes Of War
3. Don't Look To The Eyes Of A Stranger

## Formazione
- Blaze Bayley - voce
- Dave Murray - chitarra
- Janick Gers - chitarra
- Steve Harris - basso, cori
- Nicko McBrain - batteria